# 후카이 가즈키
후카이 가즈키(일본어: 深井 一希, 1995년 3월 11일 ~ )는 일본의 전 축구 선수이다. 현재 J2리그의 홋카이도 콘사돌레 삿포로에서 뛰고 있다.

## 구단 경력
그는 2013년부터 J리그의 홋카이도 콘사돌레 삿포로에서 뛰었다.

## 국가대표팀 경력
그는 2011년 FIFA U-17 월드컵에 참가할 일본 U-17 국가대표팀에 발탁되었으며, 4경기에 출전, 8강 진출에 기여했다.